# Konnagar
Konnagar è una suddivisione dell'India, classificata come municipality, di 72.211 abitanti, situata nel distretto di Hooghly, nello stato federato del Bengala Occidentale. In base al numero di abitanti la città rientra nella classe II (da 50.000 a 99.999 persone).

## Geografia fisica
La città è situata a 22° 41' 60 N e 88° 20' 51 E e ha un'altitudine di 13 m s.l.m..

## Società

### Evoluzione demografica
Al censimento del 2001 la popolazione di Konnagar assommava a 72.211 persone, delle quali 37.875 maschi e 34.336 femmine. I bambini di età inferiore o uguale ai sei anni assommavano a 5.947, dei quali 3.102 maschi e 2.845 femmine. Infine, coloro che erano in grado di saper almeno leggere e scrivere erano 58.125, dei quali 31.766 maschi e 26.359 femmine.